# Arévalo (kommun)
Arévalo är en kommun i Spanien. Den ligger i provinsen Ávila i den autonoma regionen Kastilien och León i centrala delen av landet, 110 km nordväst om huvudstaden Madrid. Antalet invånare är 7 830 (2024).